# 郭德海
郭德海（？—1234年），字大洋，金朝末年元朝初年华州郑县人，唐代郭子儀的后裔，郭宝玉长子。
郭德海容貌奇偉，通天文、兵法。金朝末年，郭宝玉任猛安，郭德海在山东镇压彭义斌，为谋克。郭宝玉归降蒙古帝国后，他逃入太行山，后来也降附蒙古军。
郭德海在蒙古军中被称为抄马弹压。跟随哲别（柘柏）西征中亚。从先锋西征，渡乞则里八海，攻铁山，焚蒿为号，斩首三万级，越过雪岭，进军答里国。元太祖二十年（1225年），回到峥山，破斩吐蕃帅尼伦、回纥帅阿必丁。
元睿宗元年（1228年），跟随元帅阔阔出游骑攻入关中，金朝闭关拒守，郭德海率领骑兵五百，斩关而入，杀守者三百人，直捣风陵渡寨，后兵不至，撤回。元太宗元年（1229年），窝阔台汗即位，破陕西南山八十三寨。郭德海假道汉中，历荆、襄而东，与金将武仙十万军在白河交战，武仙败走，斩首二万余级，在邓州击败金朝移剌粘哥军。元太宗元年（1229年）十一月，至钧州。
元太宗三年（1231年）正月，郭德海联合拖雷与金军在三峰山决战。夜大雪，深三尺，金人死者三十余万。在中牟又破金将合喜，破郑州，杀其都尉左崇。以功升为右监军。
元太宗四年（1232年）正月，在黄龙冈击败金軍。元太宗五年（1233年），奪取申州、唐州。元太宗六年（1234年），河南反蒙，郭德海出击，炮伤其足，随后病死。
元太宗十年（1238年），窝阔台让失吉忽秃忽等试天下僧尼道士，选精通经文者千人，有能工艺之人，则命小通事合住等带领，剩下的皆为平民。又名设学校，育人材，立科目，选人入仕，这是郭德海生前请求的。其子郭侃。